# Дъглас (окръг, Небраска)
Вижте пояснителната страница за други населени места с името Дъглас.
Окръг Дъглас (на английски: Douglas County) е окръг в щата Небраска, Съединени американски щати. Площта му е 881 km², а населението - 463 585 души (2000). Административен център е град Омаха.